# SageMathCloud
SageMathCloud és una plataforma de computació matemàtica en el núvol. Forma part del projecte Sage que suporta l'edició de pàgines de càlcul matemàtic, documents LaTeX, així com quaderns d'IPython. SageMathCloud s'executa sobre un conjunt de computadors amb Ubuntu Linux amb el que es pot interactuar a través d'un terminal, afegint així la majoria de les capacitats de Linux. S'hi pot accedir lliurement a través d'un navegador web i requereix la creació/utilització d'un compte per utilitzar-lo.

## Prestacions
SageMathCloud suporta directament els documents realitzats amb Sage, els quals poden ser avaluats interactivament. Els documents generats amb SageMathCloud suporten, a més del seu propi llenguatge, llenguatges Markdown i html com a decoradors, codi de motors de càlcul com R i Octave, inclús també llenguatges de programació com Cython. També es poden preparar quaderns d'IPython i conté un editor complet de documents LaTeX amb suport per SageTeX. Dins de la funcionalitat del terminal, SageMathCloud suporta, de manera indirecta, edició i execució d'altres llenguatges com són Java, C/C++, Perl, Ruby, a més d'altres popularment coneguts dins d'un sistema Linux. Fins i tot, es pot sol·licitar la instal·lació d'altres paquets.
Els usuaris de la plataforma poden mantenir múltiples projectes dins d'ella. Cadascun d'ells es manté en un espai de disc separat i inclús pot ser que s'estiguin executant en diferents servidors. També desenvolupa la característica de col·laboració entre usuaris, els quals poden compartir internament projectes i documents, que de forma síncrona i simultània poden ser editats pel conjunt d'usuaris col·laboradors (d'una forma similar a com succeeix amb Google Docs. Totes les dades d'un projecte són automàticament guardades cada dos minuts emprant bup, amb instantànies de versions anteriors accessibles.

## Desenvolupament
El creador i principal desenvolupador de SageMathCloud es William A. Stein, professor de matemàtiques a la Universitat de Washington qui també és creador del programari Sage. El desenvolupament és suportat per la universitat de Washington i subvencionat per la National Science Foundation i Google. Amb aquesta plataforma es pretén reemplaçar sagenb Arxivat 2007-04-30 a Wayback Machine., que també permet als seus usuaris editar i compartir pàgines de càlcul en línia.